# ブリム・クケリ
ブリム・クケリ（Burim Kukeli 、1984年1月16日  - ）は、コソボ・ジャコヴァ出身の元プロサッカー選手。元アルバニア代表。現役時代のポジションはミッドフィールダー。

## 経歴
旧ユーゴスラビア・コソボ社会主義自治州のジャコヴァで生まれ、4歳の時にスイスに移住。9歳でFCゾロトゥルンの下部組織に入団。その後、FCヴァンゲン・バイ・オルテン、SCツォフィンゲン、FCシェッツといったスイスの下位クラブを転々とした。
2008年1月、FCルツェルンに移籍。23歳で念願のスーパーリーグ初出場を果たした。
2012年4月10日、FCチューリッヒに移籍。2015年6月までの3年契約を結んだ。7月15日開催のスーパーリーグ開幕戦・ルツェルン戦で移籍後初出場。
2017年8月9日、FCシオンに移籍。
2019年6月18日、SCクリエンスに移籍。

## 代表歴
2012年5月、アルバニア代表のジャンニ・デ・ビアージ監督が親善試合・カタール戦のメンバーにクケリを選出した。しかしクケリは疲労のため招集を拒否した。一方で代表出場の意欲も示した。2012年9月4日、アルバニア市民権取得を発表。アルバニア代表として出場することが可能になった。
2012年9月7日に行われた2014W杯・欧州予選・キプロス戦でアルバニア代表デビュー。